# 臺北市私立稻江高級護理家事職業學校
25°03′56″N 121°31′44″E / 25.065483°N 121.528884°E
臺北市私立稻江高級護理家事職業學校，中文簡稱為稻江護家，英文簡稱為DJHS，位於臺北市中山區新生北路三段55號 ，鄰近行天宮、新生公園等。

## 簡介

### 校史
- 1939年 創辦人陳垗花於臺北稻江（大稻埕）創辦稻江洋裁講習所。
- 1943年 稻江洋裁學院。
- 1947年 稻江實業學院。
- 1949年 改制為「私立稻江中級家政職業補習學校」。
- 1953年 改制為家政職業學校，正式更名為「私立稻江家事職業補習學校」。
- 1959年 將校區自台北大橋旁，徙移至新生北路3段現址。
- 1960年 奉台灣省教育廳核准為「私立稻江家事職業學校」。
- 1968年 增設護理科。
- 1969年 成立夜間部暨附設補習學校。
- 1979年 奉准核定校名為「台北市私立稻江高級護理家事職業學校」。
- 1987年 設置美容科。
- 1995年 開辦餐飲管理科。
- 1999年 設應用外語科英文組及日文組。
- 2000年 開辦國際學術交流研習課程。
- 2003年 開辦中山社區大學。
- 2004年 順應教育部推動的護校改革，稻江護家在校地面積、教學設備等等的考量下，並未加入改制為五年制專科學校的行列，護理科因此停招[1][2]。
- 2006年 護理科最後一屆學生畢業，但校名全稱仍保留「護理」二字。
- 2011年 增設流行服飾科。

## 科系介紹
- 日間部：
  - 家政科
  - 時尚造型科
  - 幼兒保育科
  - 應用日語科
  - 應用英語科
  - 餐飲管理科
  - 流行服飾科
  - 護理科（停招）

- 2日班進修部（日間上課）：時尚造型科、餐飲管理科。

## 外部連結
- 臺北市私立稻江高級護理家事職業學校全球資訊網 （页面存档备份，存于）